# 여동빈

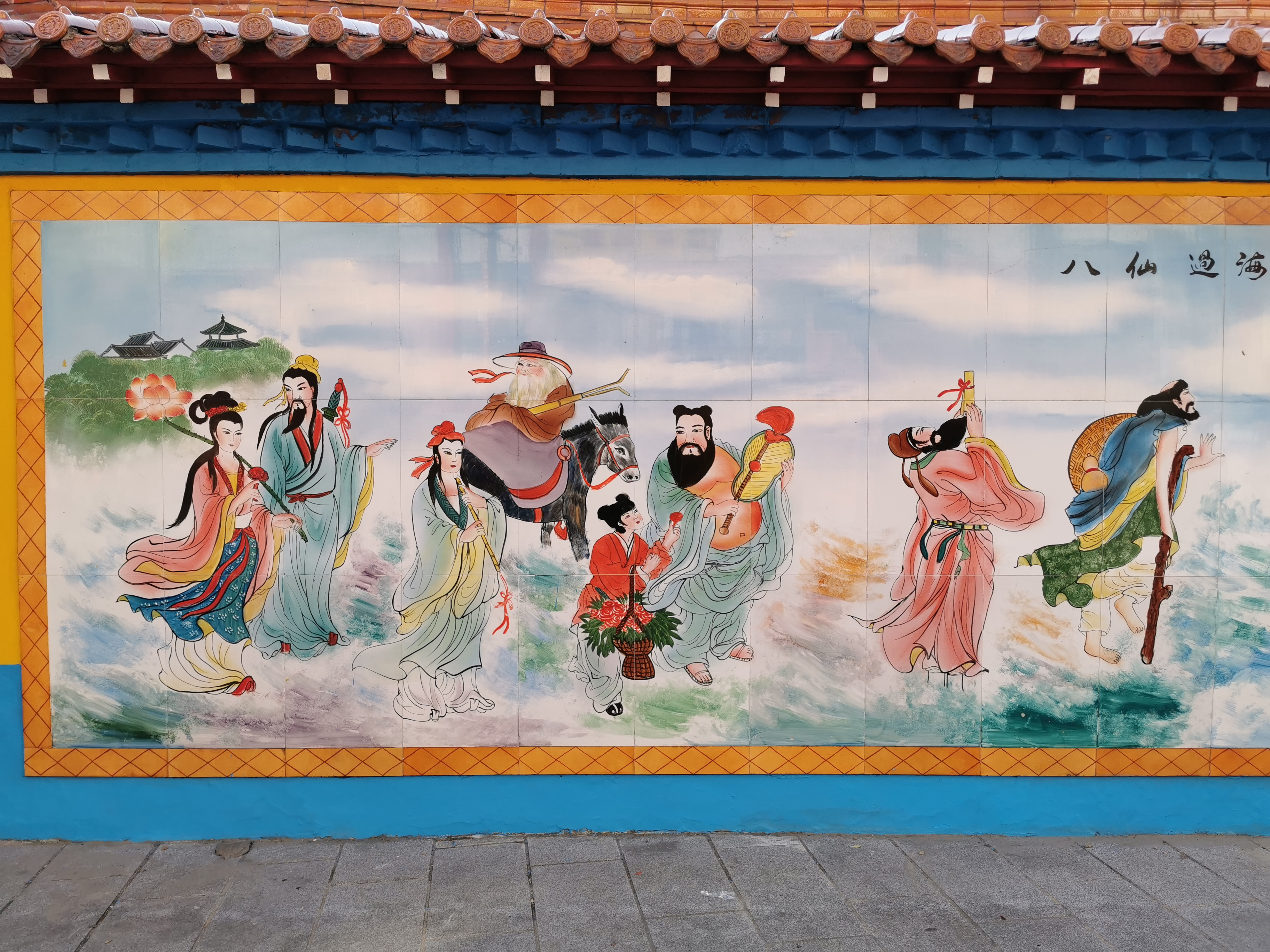
인천 차이나타운의 팔선도. 보검을 등에 메고 있는 것이 여동빈이다.

여동빈(呂洞賓, 796-1016) 은 중국 도교의 신선이다.
중국 당나라 때 살았던 전설적인 학자이자 시인이다. 그가 실제로 220년을 살았는지는 알 수 없다. 도교신자들에 의해 중국 문화권에서 불멸의 지위로 승격된 그는 팔선으로 알려진 신 그룹 중 가장 널리 알려진 그룹 중 하나이다. 여동빈은 또한 역사적인 인물이며 공식 역사 책인 송사에 언급되어 있다. 그는 내단술(內丹術) 또는 내부 연금술의 초기 마스터 중 한 명으로 널리 알려져 있다. 그는 또한 악령을 쫓아내기 위해 검을 들고 있는 학자의 복장을 한 예술 작품으로 묘사된다.

## 같이 보기
- 선인